# Joseph Garcia
Joseph Garcia (Gibraltar, 1967) es un historiador y político gibraltareño. Es el actual líder del Partido Liberal de Gibraltar (GLP) y viceministro principal del Gobierno de Gibraltar. El GLP controla tres de los 17 escaños en el Parlamento de Gibraltar tras las elecciones generales de 2011 y comparte el Gobierno con sus aliados políticos, el Partido Socialista Laborista de Gibraltar (GSLP).

## Educación
Joseph Garcia nació en 1967 en Gibraltar. Es graduado de la Universidad de Hull con una licenciatura con honores de primera clase en historia y obtuvo un doctorado sobre «El desarrollo político y constitucional de Gibraltar».

## Carrera política
Garcia ha sido líder del GLP desde 1992 y fue elegido por primera vez en la entonces Casa de Asamblea de Gibraltar tras una elección parcial. Se desempeñó como ministro en la sombra de Turismo y asuntos comerciales de 1999 a 2000. Fue reelegido en las elecciones de 2000 y ejerció como ministro en la sombra para Servicios de Comercio, industria, turismo y servicios financieros hasta 2003. En 2011, Garcia fue nombrado vicepresidente de la Internacional Liberal. Luego, el partido de Garcia formó una coalición para disputar las elecciones de 2003 con el GSLP, que ganó cinco escaños, y Garcia se ha reelegido para servir como ministro en la sombra de Comercio, industria, turismo y patrimonio hasta en 2007, cuando fue de nuevo reelegido en las elecciones de 2007 sirviendo al mismo ministerio en la sombra.
Después de 12 años en la oposición, Garcia formó parte del gobierno tras las elecciones del 8 de diciembre de 2011. El nuevo ministro principal de Gibraltar del GSLP, Fabian Picardo, ha nombrado Garcia como Viceministro principal responsable de la planificación y de las tierras, la reforma política, democrática y cívica, y la aviación civil.
Garcia apoya el Panorama que es un diario gibraltareño. Su padre, Joe, ha trabajado como editor del diario.